# Pietro Laveglia
Pietro Laveglia (Monte San Giacomo, 1906 – Salerno, 22 luglio 1985) è stato un editore e attivista culturale italiano.

## Biografia
Dopo la laurea in giurisprudenza all'Università di Napoli, nel 1937 è a Gondar, in Eritrea, nell'allora Africa Orientale Italiana, dove è nell'ufficio studi del Ministero dell'Africa Italiana. Nel 1940, all'ingresso dell'Italia fascista nella seconda guerra mondiale, Laveglia è richiamato ancora in Africa orientale, dove, nel 1941, finisce prigioniero degli inglesi ad Asmara: subisce l'internamento in India, e una lunga esperienza di prigionia che lo restituirà alla libertà solo quattro anni dopo, ma profondamente e definitivamente minato nel fisico.
Tornato in Italia, dal 1945 trova impiego presso la Soprintendenza Archeologica di Salerno e inizia per lui una stagione segnata dal connubio tra l'impegno politico e quello culturale, con la militanza attiva nel Partito comunista italiano, a cui aveva aderito nel 1946, e l'attivismo politico nella campagna in favore della Repubblica nel referendum istituzionale del 2 giugno. 
L'attivismo culturale lo porterà a fianco di intellettuali come Giovanni Pugliese Carratelli, Leopoldo Cassese, Mario Napoli, Armando Marone, Gaetano Macchiaroli, Giuseppe Martano, in un sodalizio che nel 1949 sarà artefice della fondazione della casa editrice Gaetano Macchiaroli editore e nel 1954 dell'omonima libreria napoletana in Via Carducci.
Il legame con Leopoldo Cassese, intensificatosi con il tempo, lo spinse a dedicarsi agli studi storici meridionalistici, anche con la collaborazione a voci per il Dizionario biografico degli Italiani dell'Istituto dell'Enciclopedia italiana Treccani, e alla promozione editoriale dell'opera di giovani studiosi. 

### Pietro Laveglia editore
Questa somma di interessi lo spinse a fondare una propria casa editrice, nel 1970, la Pietro Laveglia editore, che esordì con il volume Scritti di storia meridionale, raccolta postuma di studi miscellanei di Leopoldo Cassese. 
L'attività editoriale è poi proseguita con numerosi altri titoli e, in particolare, con una specifica collana editoriale, la «Piccola Biblioteca Laveglia», che si qualificava per la disponibilità a ospitare i lavori di promettenti studiosi all'esordio della loro carriera scientifica. Parte di quegli studiosi confluirono poi nell'équipe di 150 specialisti a cui fu affidato il compito di redigere l'ambiziosa Guida alla storia di Salerno e della sua provincia, curata da Antonio Leone e Giovanni Vitolo, un'opera il cui spessore e la cui accuratezza, a giudizio di Sabino Cassese, avrebbe dovuto far arrossire il Ministero dei beni culturali.
Altra ambizioso piano editoriale lo dedicò alla sua terra di origine, la monumentale Storia del Vallo di Diano, rimasta tuttavia incompiuta per la morte dell'editore: dei sei volumi previsti ne furono pubblicati solo 3, in quattro tomi. 
Attualmente, l'attività editoriale prosegue con la casa editrice Laveglia&Carlone Editore.

### Centro studi e ricerche Vallo di Diano
Nel 1981, fu tra i fondatore e gli animatori del Centro studi e ricerche Vallo di Diano, a lui intitolato dopo la morte e che gli dedica un premio annuale destinato, dei cui «Quaderni» la sua casa editrice curò la pubblicazione.
A otto anni dalla morte, avvenuta nel 1994, gli è stato dedicato un volume di contributi alla storia dell'Italia meridionale, pubblicato nel 1994, comprendente interventi di Sabino Cassese, Mario Del Treppo, Giuseppe Galasso, Italo Gallo, Pasquale Villani e Giovanni Vitolo.